# 高島町 (滋賀県)
高島町（たかしまちょう）は、滋賀県西部の高島郡に存在した町。琵琶湖西岸に位置する。近世には大溝藩が置かれ、高島郡の政治的中心地であった。
2005年1月1日、同郡安曇川町、新旭町、今津町、マキノ町、朽木村と合併して市制施行、高島市が誕生すると同時に廃止された。

## 歴史
- 1943年（昭和18年）4月29日 - 大溝町・高島村・水尾村が合併して発足。
- 1956年（昭和31年）9月30日 - 滋賀郡志賀町大字鵜川を編入。
- 2005年（平成17年）1月1日 - マキノ町・今津町・朽木村・安曇川町・新旭町と合併して高島市が発足。同日高島町廃止。

## 行政
現在町役場は高島市役所高島支所となっている。

## 教育
中学校
- 高島町立高島中学校

小学校
- 高島町立高島小学校

## 交通

### 鉄道
- 西日本旅客鉄道（JR西日本）
  - 湖西線：近江高島駅

### 道路
- 国道161号（琵琶湖西縦貫道路）
- 福井県道・滋賀県道23号小浜朽木高島線
- 滋賀県道295号市場野田鴨線
- 滋賀県道296号畑勝野線
- 滋賀県道297号安曇川高島線
- 滋賀県道298号常磐木音羽線
- 滋賀県道300号高島停車場線
- 滋賀県道304号北船木勝野線（湖周道路）
- 滋賀県道306号四津川鴨線
- 滋賀県道558号高島大津線（旧国道161号。旧町時代は滋賀県道558号新旭高島線）

## 名所・旧跡・観光スポット・祭事・催事

### 名所・旧跡
- 白鬚神社
- 水尾神社
- 鴨稲荷山古墳
- 鵜川四十八躰仏
- 萩の浜四高桜の碑
- 万葉歌碑
- 八ツ渕の滝
- 近藤重蔵の墓
- ガリバー青少年旅行村

## 出身著名人
- 小野善助 - 江戸時代から明治時代にかけての豪商「小野組」の始祖、高島町勝野出身
- 中田長茂 - 明治期の政治家（衆議院議員）、高島町大溝出身
- 馬場章夫 - タレント、高島町出身

## その他
- 福井県遠敷郡上中町とは、平成の大合併の際、滋賀県高島郡6町村との合併（越境合併）を検討していたことがあった。